# Ryan Kalish
Ryan Michael Kalish (* 28. März 1988 in Northridge, Kalifornien) ist ein US-amerikanischer Baseballspieler in der Major League Baseball. Sein erstes Spiel bestritt er am 31. Juli 2010 für die Boston Red Sox. In den Jahren 2011 und 2013 fiel er in den meisten Spielen der beiden Saisons verletzungsbedingt aus. Ryan Kalish wurde von den Chicago Cubs für die MLB-Saison 2014 bis 2016 verpflichtet. Seine Verteidigungsposition befindet sich im Leftfield.